# ۳۰۰: ظهور یک امپراتوری
۳۰۰: ظهور یک  امپراتوری (به انگلیسی: 300: Rise of an Empire) فیلمی فانتزی و اکشن آمریکایی است که دنبالهٔ فیلم ۳۰۰ است. این فیلم با تأثیر از کتاب مصور ۳۰۰ و بر اساس کتاب مصوری به نام خشایارشا نوشتهٔ فرانک میلر ساخته شده‌است.

## داستان
داستان فیلم روایتگر نبرد آرتمیزیوم بین سپاهیان لشکر خشایارشا به فرماندهی آرتمیس و سپاهیان لشکر تمیستوکلس می‌باشد. همچنین بخش‌هایی از فیلم متمرکز نبرد سالامیس و فتح آتن به‌وسیلهٔ سپاه ایران به پادشاهی خشایارشا و بخش‌هایی متمرکز اتفاقات نبرد ماراتون و حملهٔ داریوش بزرگ به یونان است. در این فیلم به نقش آرتمیس که فرمانده و متحد خشایارشا در این نبردها است توجه شده‌است.

## نقش‌ها
- سالیوان استیپلتون در نقش (تمیستوکلس): فرمانده آتنی‌ها
- اوا گرین در نقش (آرتمیس): ملکهٔ هالیکارناس در کاریا، و فرماندهٔ نیروی دریایی ایران در نبردهای آرتمیزیوم و سالامیس
- کیتلین کارمایکل در نقش (آرتمیس) ۸ ساله
- رودریگو سانتورو در نقش (خشایارشا): چهارمین شاهنشاه هخامنشی
- لینا هیدی در نقش (ملکه گورگو): ملکهٔ اسپارت
- دیوید ونهام در نقش (دلی‌یوس): سرباز اسپارت
- ایگال نائور در نقش (داریوش بزرگ): سومین پادشاه هخامنشی
- بن ترنر در نقش (آرتافرنه دوم): برادرزاده داریوش و یکی از فرماندهان هخامنشی[۶]

## ایرادات وارده
دانشگاه کمبریج به پنج اشتباه تاریخی این فیلم اشاره می‌کند:
- عنوان فیلم ۳۰۰: ظهور یک امپراتوری است. اما اشاره‌ای به ظهور هیچ امپراتوری مشخصی نشده است. اگر منظور امپراتوری آتنی باشد، این امپراتوری حداقل دو سال پس از حوادث فیلم و در نبردهای دریایی آرتمیسیوم و سالامیس (هر دو در سال ۴۸۰ قبل از میلاد) شکل گرفت.
- تیری که در ابتدای فیلم توسط قهرمان آتنی به نام تمیستوکل در جریان نبرد ماراتون در حومه شهر آتن در سال ۴۹۰ قبل از میلاد پرتاب می‌شود و داریوش بزرگ، پادشاه ایران را می‌کشد، هیچ حقیقت تاریخی ندارد؛ زیرا داریوش و پسرش خشایارشا در نبرد ماراتون حضور نداشتند.
- فیلم بدون توضیح مشخصی از صحنه نبرد ماراتون و شکست سپاه ایران، ناگهان به ده سال بعد و حرکت ناوگان دریایی سپاه ایران به سوی یونان به فرماندهی آرتمیس (ملکه هالیکارناس) می‌پردازد. همچنین در فیلم نشان داده شده که یونانیان این جنگ را باخته و ایرانیان پیروز شدند درحالی‌که در این نبرد هیچ‌یک از طرفین نتوانستند به پیروزی برسند.
- معاشقه بین آرتمیس و تمیستوکل بین دو نبرد آرتمیسیوم و سالامیس کاملاً ساختگی و بدون سندیت است.
- در نبرد سالامیس، نیروی دریایی اسپارت (به فرماندهی گورگو، بیوه لئونیداس) با فرستادن تعداد کمی کشتی، کمک قابل توجهی به سپاه یونان به فرماندهی تمیستوکل نکرد و یونان به پیروزی قاطعی دست نیافت.
- در این فیلم ایرانیان را وحشی و غول مانند نشان داده که اصلاً این گونه نبوده و در آن سالها یونان نتوانسته ایران را شکست دهد.
- هیچ جنگی که ۳۰۰ نفر بتوانند چندصد هزار نفر را بکشند وجود نداشته و در هیچ جای تاریخ نوشته نشده و منبع تاریخی ندارد.

## آینده
اسنایدر در مصاحبه‌ای به سال ۲۰۱۶ اظهار داشت که دنباله‌های ۳۰۰ بر موضوعاتی فراتر از یونان باستان، مانند جنگ انقلاب آمریکا، نبرد آلامو یا نبردی در چین معطوف خواهند بود.
اسنایدر در می ۲۰۲۱ اعلام کرد فیلمی دربارهٔ اسکندر مقدونی نوشته است که قرار بود پایانی بر سه‌گانهٔ ۳۰۰ باشد، و آن را از قسمت ظهور اسکندر در کامیک خشایارشا اقتباس کرد، اما تمرکز اصلی این فیلم به داستان عشقی بین اسکندر و هفستیون بود. اسنایدر عقیده داشت این فیلم نمی‌تواند دنبالهٔ ۳۰۰ باشد، اما آن را عنوانی مستقل در همان دنیای خیالی مجموعه در نظر گرفت. برادران وارنر پیکچرز به فیلمنامهٔ آن چراغ سبزی نشان نداد. در دسامبر ۲۰۲۳، اسنایدر اعلام کرد که حقوق این فیلم‌نامه را از برادران وارنر بازپس گرفته است و در حال برنامه‌ریزی برای توسعهٔ فیلم در آینده است.
در می ۲۰۲۴ اعلام شد که اقتباسی تلویزیونی از ۳۰۰ در استودیوهای تلویزیونی برادران وارنر در مراحل اولیهٔ توسعه است.